# SWAT 4
『SWAT 4』（スワット4）は、米国の特殊部隊を題材としたWindows用ファーストパーソン・シューティングゲーム（FPS、一人称視点シューティングゲーム）。プレイヤーは部隊のチームリーダーとなり、人質救出や犯人逮捕、その他様々な任務に就く。
開発はIrrational Games、販売はフランスのビベンディ ユニバーサル ゲームズ。欧米では2005年4月5日に発売され、日本ではライブドアより2005年4月8日に日本語マニュアル付き英語版、8月5日に日本語版が発売された。拡張版『SWAT 4: The Stetchkov Syndicate』も2006年2月28日に発売された。GOG.comは2017年1月24日にダウンロード販売を開始した。

## プレイモード

### シングルプレイ
シングルプレイではプレイヤーは4人の隊員を率いる部隊のチームリーダーとなり、人質救出などの様々な任務に挑む。本作は実際のSWAT隊員と同じ規則に従って攻略することを目的としており、そのため、犯人を出来る限り死に至らしめず、鎮圧・確保することが要求される。各ミッション終了後にはデブリーフィングとしてスコア判定があり、犯人を不当に殺害したり、隊員を負傷させるとその度合いによって減点される。また、民間人を殺害、もしくは犯人に民間人が殺害されると、その時点でミッション失敗となる。